# جایزه بزرگ سیزرز پالاس ۱۹۸۱
جایزه بزرگ سیزرز پالاس ۱۹۸۱ (انگلیسی: ‎1981 Caesars Palace Grand Prix‎)، که به‌طور رسمی با نام اولین جایزه بزرگ سیزرز پالاس شناخته می‌شود، یک مسابقهٔ موتوری در رشتهٔ اتومبیل‌رانی فرمول یک بود که در تاریخ ۱۷ اکتبر ۱۹۸۱ در لاس وگاس استریپ واقع در لاس وگاس، نوادا، ایالات متحده آمریکا برگزار شد. این گراند پری در میان ۱۵ گراند پری در فصل ۱۹۸۱، مسابقهٔ شمارهٔ ۱۵ بود.
در این مسابقه که در ۷۵ دور و به مسافت ۲۷۳٫۷۵۰ کیلومتر (۱۷۰٫۱۰۰ مایل) برگزار شد، پول پوزیشن توسط کارلوس روتمان کسب شد و سریع‌ترین زمان برای طی یک دور پیست که برابر با ۱:۲۰٫۱۵۶ بود نیز توسط دیدیه پرونی به ثبت رسید.
آلن جونز از تیم ویلیامز-فورد، آلن پروست از تیم رنو و برونو جیاکوملی از تیم آلفا رومئو به‌ترتیب مقام‌های اول تا سوم مسابقه را کسب کردند.

## رده‌بندی قهرمانی پس از مسابقه
| جایگاه | راننده        | امتیاز |
| ------ | ------------- | ------ |
| ۱      | نلسون پیکه    | ۵۰     |
| ۲      | کارلوس روتمان | ۴۹     |
| ۳      | آلن جونز      | ۴۶     |
| ۴      | ژاک لافیت     | ۴۴     |
| ۵      | آلن پروست     | ۴۳     |
| منبع:  |               |        |

| جایگاه | سازنده       | امتیاز |
| ------ | ------------ | ------ |
| ۱      | ویلیامز-فورد | ۹۵     |
| ۲      | برابام-فورد  | ۶۱     |
| ۳      | رنو          | ۵۴     |
| ۴      | لیجیه-ماترا  | ۴۴     |
| ۵      | فراری        | ۳۴     |
| منبع:  |              |        |

یادداشت
- تنها پنج جایگاه نخست از هر رده‌بندی نمایش داده شده است.